# Gare d'Unoshima
La gare d'Unoshima (宇島駅, Unoshima-eki) est une gare ferroviaire de la ville de Buzen, dans la préfecture de Fukuoka au Japon. Elle est gérée par la compagnie JR Kyushu.

## Situation ferroviaire
La gare est située au point kilométrique (PK) 45,2 de la ligne principale Nippō.

## Histoire
La gare a été inaugurée le 25 septembre 1897.

## Service des voyageurs

### Accueil
La gare dispose d'un bâtiment voyageurs, avec guichets, ouvert tous les jours.

### Desserte
- Ligne principale Nippō :
  - voies 1 et 2 : direction Kokura
  - voies 2 et 3 : direction Beppu et Ōita